# Електричне команде лета
Електричне команде лета (енгл. fly-by-wire control systems) је систем команди лета авиона, који је заменио хидраулички механички систем преноса аеродинамичких команди летелице, увођењем електронске везе између пилотске палице/педала и хидропокретача. Механичко деловање пилота на палицу/педале претвара се у електронски сигнал, који се преко рачунара софтверски моделира и спроводи у сервовентил хидропокретача. Добија се систем брзог и прецизног одзива, а мање масе. Поготово се остварују велике користи, када се тај електронски сигнал успут моделира у рачунару у функцији побољшања аеродинамике, односно перформанси лета и интегрише се са функцијама аутопилота.

## Аналогна технологија
Једноставно су замењене механичке команде са преносом аналогног електронаког сигнала, генерисаног на пилотској палици/педалама, до електронског серво–вентила на хидро–покретачу. Успут је тај сигнал интегрисан са електронским сигналом аутопилота, преко одговарајућег електронског блока.
Напајање хидро–покретача са хидро уљем је задржано као код механичко–хидрауличког система. Оваква, прва и најједноставнија варијанта електричних команди лета је изведена на авиону лабораторији Авро Вулкан 1950. године. Осећај потребне силе на палици, за командни помак исте, вештачки је симулиран. Сличан систем, коришћен је и на првом надзвучном путничком авиону Конкорду.
Касније је примењена напреднија технологија преноса сигнала од пилота до хидро–покретача командне површине. Избачена је механичка веза, а уместо ње направљен је електрични пренос сигнала од пилота, преко рачунара. Прве примене ове технологије су биле у аналогној техници, а реализовано је на првом авиону ловцу, у серијској производњи F-16 Фајтинг фалкона. То је отворило велике могућности за примену ефикасних софтверских и аеродинамичких решења за значајно повећање перформанси лета, посебно у маневру. У овим унапређеним решењима, коришћени су аналогни рачунари, већих могућности.

## Дигитална технологија
Електричне команде лета, са дигиталним електронским сигналом, сличног су општег принципа као и претходна варијанта са аналогним сигналом. Разлика је само у електронском облику преноса сигнала и у томе што се у овом случају користи дигитални рачунар, већих могућности и бољих перформанси. Дигитални рачунар поред наведених предности је и флексибилнији за пријем сигнала од авионских сензора. Са дигиталним рачунаром се могу остварити излази, према серво–вентилу, по сложенијем, задатом софтверу. Алгоритми сличног нивоа није могуће реализовати код логичког блока аналогног система, који има велика ограничења. Са дигиталним електричним командама лета се потпуно спроводи жеља пилота, уз побољшани квалитет и уз пружање велике помоћи у управљању авионом. Пилот се ослобађа бриге о свима ограничењима које прате управљање авионом, као што је гранична издржљивост структуре и граница нападног угла. Софтвер, са којим рачунар обрађује сигнале, исте и филтрира од осцилаторних побуда, што обезбеђује и стабилност рада целог система. Овај систем команди лета, између осталог, отвара могућност за измештање палице, бочно од пилота. Значајно њено смањење и повећани нагиб пилотског седишта, прате овај концепт. Концепт мале бочне палице ослобађа централни део инструменталне табле, за бољу прегледност, а заваљено седиште омогућава пилоту лакше подношење услова већих оптерећења, при повећаним убрзањима. Један од пионира, у примени ових решења, је борбени авион F-16 фајтинг фалкон, а на путничком авиону Ербас А320, примењена је бочна палица.
Технологије електричних команди лета, освојене су и потврђене са обимним теоретским и лабораторијским истраживањима и са више десетина авиона–лабораторија, преправљених на бази тих нових технологија. Сада су то усвојени стандарди, за савремене борбене, транспортне и путничке авионе, широм света. У томе смислу, Федерална ваздухопловна администрација САД (енгл. Federal Aviation Administration  (FAA)), стандардизовала је софтвер за електричне команде лета, под ознаком: RTCA/DO-178B, а закони управљања, морају да испуне услове DO-178B Level A. Савремени серијски борбени и комерцијални авиони се производе са овом технологијом управљања, примери су F-16 фајтинг фалкон, F-22 раптор, Авион Рафал, JAS 39 Грипен, МиГ-29СМТ, Сухој ПАК ФА, Ербас А320, Боинг 777 и други.
Шема примењеног принципа електричних команди лета за Нови авион.

## Резервација поузданости
Основни проблем електрични команди лета био је поузданост и то првенствено због тешкоћа доказа исте. Доказ поузданости у реалном времену би био толико дуготрајан, тако да би за то време застареле све остале примењене технологије. Са савременим методама симулације, у лабораторијским условима, то је смањено на прихватљиво време. Посебно је била проблематична поузданост код дигиталних система, код којих електронски сигнал потпуно прекида рачунар, када падне његов софтвер, тада се прекида и веза према хидро–покретачу. Кроз дуготрајна истраживања и потврђивања, отворен је пут резервације поузданости преко умножавања паралелних система, са применом посебних метода међусобног надгласавања њихових сигнала, усвојен је принцип међусобне независности између канала, који је основа поузданости. Већински број сличних сигнала, софтверски одбацују мањински, који одступа са својом вредношћу. Циљ је да се избегну фаталне истовремене грешке у каналима. Ако се и појави грешка у неком од канала, са надгласавањем сигнала, тај се различит сигнал одбацује, пошто је у мањини. Поузданост електричних команди лета, дефинисана је са захтевима да више од један фаталан отказ не сме да се појави, на милион сати лета. Та поузданост система команди лета, нпр. на Рафалу, доказана је у физичкој симулацији у лабораторији, при искљученим механичким компонентама. У процесу испитивања, од милион сати лета, није се појавила ни једна грешка у електронском сигналу управљања. Шематски, на слици десно, приказан је општи принцип умножавања и надгласавања система дигиталних команди лета. Умножавање система је било по принципу три независна дигитална и један аналоган систем. У последње време је приступ са сва четири дигитална канала, при чему је на једном каналу другојачији рачунар, са поједностављеним софтвером. Када би се десило, да три истоветна канала, са сложеним софтвером, имају грешку, велика је вероватноћа да четврти, са поједностављеним, неће имати и да се авион са тиме ограниченим могућностима може вратити у базу. На овај начин је смањен ризик да системска, скривена грешка у сложеном софтверу, буде фатална за цео авион.

## Светски допринос технологије
Ова технологија је дуго и опрезно развијана, у стационарним и у летећим лабораторијама, све док није постала довољно поуздана. Прошла је кроз многе фазе развоја, на бази аналогне, па дигиталне технологије, електронике и кроз више фаза решавања концепција резервације поузданости.
Глобални допринос електричних команди лета, сагледава се у доприносу:
- Оптимизацији аеродинамичких конфигурација за повољан однос узгона и отпора у надзвучном лету.
- Реализацији задате (жељене) статичке и динамичке стабилности, у целој анвелопи лета авиона, што омогућава и лет са тежиштем иза неутралне тачке (недопустива статичка нестабилност у класичној аеродинамици авиона), што побољшава перформансе авиона.
- Оптималном моделирању одговора авиона на пилотову команду (изражену жељу са померањем палице/педала).
- Интеграцији аутопилота, широког спектра функција.
- Реализацији лаке, поуздане и благовремене размене података са системом за навигацију.
- Развоју система команди лета, пошто се лако и у раној фази укључује пилот у тај процес, преко симулатора лета, који почиње да функционише од самог почетка развоја авиона,[8][9][10][12][13]

На Ербасу А380 су интегрисане електричне команде лета, а F-8 Крусадер је био један од демонстратора тих технологија. На F-8 је приказан рачунарски блок. 